# I Can Hear Your Voice
I Can Hear Your Voice (Originaltitel: 너의 목소리가 들려) ist eine südkoreanische Fernsehserie, die vom 5. Juni 2013 bis zum 1. August 2013 auf dem Kanal SBS ausgestrahlt wurde. Die Hauptdarsteller sind Lee Bo-young, Lee Jong-suk, Yoon Sang-hyun und Lee Da-hee.

## Handlung
Der neunjährige Soo-ha fährt mit seinem Vater im Auto, als ein Lastwagen plötzlich mit ihrem Fahrzeug kollidiert. Beide überleben schwer verletzt, der LKW-Fahrer, Min Joon-gook, steigt jedoch aus und versucht, Vater und Sohn zu töten. Auf einmal hört Soo-ha die Gedanken des Mannes, kann aber nicht verhindern, dass dieser seinen Vater mit einer Stange erschlägt. Der Vorfall wird allerdings von zwei Schülerinnen beobachtet. Als der Mann auch Soo-ha ermorden will, wird er auf die beiden aufmerksam und verfolgt sie, um die Zeuginnen zu töten. Das scheitert und so kann Jang Hye-sung, eine der beiden Schülerinnen, später vor Gericht Soo-has Aussage bestätigen, dass dessen Vater von Min Joon-gook ermordet wurde. Dieser schwört ihr daraufhin Rache. Bei dem Gerichtsverfahren hat sich Soo-ha in Hye-sung verliebt und sich vorgenommen, sie vor Min Joon-gook zu beschützen.
Die eigentlich Serie beginnt zehn Jahre später, Soo-ha ist ein 19-jähriger Oberschüler ('Gymnasiast') und besitzt weiterhin die Fähigkeit, Gedanken zu lesen (bzw. zu hören).
Hye-sung arbeitet mittlerweile als Rechtsanwältin, aber sie nimmt ihre Aufgabe nicht wirklich ernst. Sie ist nicht sehr erfolgreich und verdient kaum 1.000 Dollar  im Monat. Als sie eine neue Tätigkeit als Pflichtverteidigerin beginnt, erscheint ein Bild von ihr in der Zeitung, wodurch Soo-ha sie wieder findet. Doch auch Joon-gook, der im Gefängnis saß und dessen Entlassung bevorsteht, sieht dieses Bild.

## Besetzung
Lee Bo-youngAnwältin Jang Hye-sung (Kim So-hyun spielt die 15-jährige Hye-sung).Sie ist mit ihrer nicht so wohlhabenden, aber warmherzigen Mutter aufgewachsen. Nachdem sie beschuldigt wurde, mit einem Feuerwerkskörper auf Seo Do-yeon gezielt und diese verletzt zu haben, wird sie von der Schule suspendiert. Mit einem Foto kann sie beweisen, dass Joon-Kook den Vater von Soo-ha ermordet hat. Beide Geschehnisse prägen ihre Lebenseinstellung.
Lee Jong-sukPark Soo-ha (Goo Seung-hyun als neunjähriger Soo-ha) Nachdem er Zeuge der Ermordung seines Vaters wurde, bekommt er die Gabe, die Gedanken der Leute lesen zu können, sobald er in ihre Augen schaut. Soo-ha nimmt sich vor, Hye-sung zu beschützen, nachdem sie durch ihre Aussage Joon-gook als Mörder entlarvt hat. Allerdings stellt er zehn Jahre später beim Wiedersehen fest, dass sie ganz anders ist, als er sich vorstellte.
Yoon Sang-hyunCha Gwan-woo. Er ist Polizist, der seinen Idealismus, sein Einfühlungsvermögen und seine Liebe zum Detail in seinen neuen Job als Verteidiger einbringt. Obwohl er sanftmütig aussieht, hat er eine scharfe Intelligenz, mit der er neue Winkel in seinen Fällen sieht.
Lee Da-heeSeo Do-yeon (Jung Min-ah spielt die 15-jährige Do-yeon) Eine Anwältin, die aus einer wohlhabenden Familie kommt – ihr Vater ist Richter, ihre Mutter Ärztin. Sie hat immer alles versucht, um die perfekte Tochter zu werden, damit ihre Eltern stolz auf sie werden. Sie war in der Oberschule die Rivalin von Hye-sung. Bei einer Feier mit Feuerwerkskörpern hätte sie fast ihr Augenlicht verloren und beschuldigt daraufhin Hye-sung. Sie war auch eine der Zeuginnen, als der Vater von Soo-ha getötet wurde, hatte aber zuletzt ihren Mut verloren und im Prozess nicht ausgesagt.
Weitere Darsteller
- Jung Woong-in: Min Joon-gook
- Yoon Joo-sang: Anwalt Shin Sang-deok
- Choi Sung-joon: Choi Yoo-chang
- Kim Kwang-kyu: Richter Kim Gong-sook
- Kim Ga-eun: Go Sung-bin, Soo-has Klassenkamerad
- Park Doo-shik: Kim Choong-ki, Soo-has Klassenkamerad
- Kim Hae-sook: Eo Choon-shim, Hye-sungs Mutter
- Kim Byung-ok: Hwang Dal-joong, Joon-gooks Zellenkamerad
- Jung Dong-hwan: Richter Seo Dae-seok, Do-yeons Vater
- Jang Hee-soo: Do-yeons Mutter
- Jo Deok-hyeon: Park Joo-hyeok, Soo-has Vater
- Kim Soo-yeon: Moon Dong-hee, Sung-bins Klassenkamerad
- Jang Hee-woong: der Staatsanwalt Jo

## Weiterführende Informationen
Weblinks
- I Can Hear Your Voice bei IMDb
- I Can Hear Your Voice auf HanCinema

Belege
1. ↑  Lee Jong suk turns into a supernatural mind reader? (Memento des Originals vom 14. Oktober 2013 im Internet Archive)  Info: Der Archivlink wurde automatisch eingesetzt und noch nicht geprüft. Bitte prüfe Original- und Archivlink gemäß Anleitung und entferne dann diesen Hinweis. In: bntnews.co.uk, abgerufen am 5. Januar 2018.
2. ↑  May-November romances change, in song, film and TV-INSIDE Korea JoongAng Daily In: joins.com, abgerufen am 5. Januar 2018.
3. ↑  Verdict Is Out on Lee Da-hee's Breakthrough in Courtroom Drama In: chosun.com, abgerufen am 5. Januar 2018.